# Бызиха
Бызиха — деревня в Даровском районе Кировской области в составе Даровского городского поселения.

## География
Находится на расстоянии примерно 6 км по прямой на северо-восток от райцентра поселка  Даровской.

## История
Известна была с 1802 года как починок Куимовский на угоре  с 8 дворами. В 1873 году здесь было отмечено дворов 14 и жителей 96, в 1905 27 и 152, в 1926 (уже деревня Бызихза или Куимовская) 29 и 154, в 1950 23 и 79. В 1989 году оставалось 16 жителей.  Нынешнее название утвердилось с 1939 года.

## Население
Постоянное население  составляло 2 человека (русские 100%) в 2002 году, 0 в 2010.